# Xã Upper Leacock, Quận Lancaster, Pennsylvania
Xã Upper Leacock (tiếng Anh: Upper Leacock Township) là một xã thuộc quận Lancaster, tiểu bang Pennsylvania, Hoa Kỳ. Năm 2010, dân số của xã này là 8.708 người.